# Годвин, Роберт
Роберт Годвин (англ. Robert Godwin, род. 1958, Англия) — английский писатель, публикующий материал о рок-музыке и космических полётах. В начале своей карьеры работал в качестве импресарио одного из рок-клубов города Берлингтон, а также основал независимый звукозаписывающий лейбл Griffin Music.

## Биография
После окончания Элсмирского колледжа в Шропшире, где он изучал математику и физику, эмигрировал в Канаду. Его троюродным братом был новозеландский военный летчик Джеймс Гоуинг Годвин, а его прадедом являлся лейтенант Сидней Годвин, который входил в кавалерийский отряд Marshall's Horse.

### Музыкальный бизнес
В 1981 году Годвин руководил ночным клубом «Orient Express» Берлингтоне (Онтарио), где выступали многие рок-исполнители мирового класса, включая Steppenwolf, Mountain, Джо Перри и Рика Дерринджера. В 1983 году Годвин стал музыкальным менеджером, в частности помогая с записью и продюсированием альбомов группе Michael White & the White. В 1987 году он начал работу над созданием собственного лейбла звукозаписи Griffin Music и собственной книгоиздательской компании Collector’s Guide Publishing. В 1990 году на Griffin Music был выпущен первый альбом Майкла Уайта. В течение следующих нескольких лет лейбл опубликует множество бэк-каталогов классических рок-исполнителей, в частности, концертную серию BBC in Concert, включающую выступления ABWH, Дэвида Боуи, Motörhead, Thin Lizzy, Майка Олдфилда, Оливию Ньютон-Джон, Hawkwind и Nazareth.

### Писательская деятельность
В 1984 году Годвин написал книгу The Illustrated Led Zeppelin Collection о группе Led Zeppelin — для коллекционеров. В период с 1987 по 2007 годы он также выступил автором книг: The Illustrated Collector’s Guide to Led Zeppelin, The Illustrated Collector’s Guide to Hawkwind, The Illustrated Collector’s Guide to Kate Bush, Apollo 11 The First Men on the Moon, Project Apollo The Test Program, Project Apollo Exploring the Moon, Mars, The Lunar Exploration Scrapbook, Russian Spacecraft, Space Shuttle Fact Archive и The Making of Led Zeppelin IV. В 2005 году Годвин выступил соавтором книги Saturn вместе с Аланом Лори. Книга получила «Премию имени сэра Артура Кларка» за лучшую презентацию 2006 года. В 2013 году он стал соавтором биографии Артура Кларка вместе с Фредом Кларком, братом Артура .
В 2014 году Годвин выступил соавтором книг 2001 The Heritage и Legacy of the Space Odyssey вместе с Фредериком И. Ордуэем III, который был техническим советником Стэнли Кубрика во время съёмок фильма «Космическая одиссея 2001 года». Также Годвин публиковал тематические статьи в таких изданиях, как Goldmine и Boeing Employee Times.
В октябре 2015 года Годвин написал и опубликовал The First Scientific Concept of Rockets for Space Travel, эссе, в котором утверждал, что шотландский пресвитерианский священник и директор канадского университета по имени Уильям Лейч был первым ученым, определившим правильные причины, что ракеты являются лучшим методом для обеспечения космического полета. Эссе Годвина было публично одобрено Фрэнком Х. Уинтер, бывший куратор ракетной техники в Смитсоновском музее воздухоплавания и астронавтики, и Дэвидом Бейкером, редактором журнала британского межпланетного общества Spaceflight. Предложение Лейча о ракетах появилось в сентябре 1861 года в журнале Good Words, фактически опередив современных сторонников ракетостроения, таких как Роберт Хатчингс Годдард и Константин Циолковский, более чем на три десятилетия. В конце 2016 года Годвин опубликовал свои выводы в виде книги под названием William Leitch — Presbyterian Scientist & The Concept of Rocket Space Flight 1854—1864. В 2018 году Годвин в соавторстве с Дэвидом Шейлером написал книгу Outpost in Orbit - An Oral and Pictorial History of the International Space Station. Книга была написана в сотрудничестве с офисом МКС в Космическом центре имени Линдона Джонсона в рамках космического соглашения НАСА. Следующая книга Годвина Manned Lunar Landing & Return, вышедшая в марте 2019 года, рассказывала историю проекта МАЛЛАР, плана пилотируемой посадки на Луну 1959 года, созданного Конрадом Лау, руководителем передовых проектов в отделе астронавтики компании Chance Vought Aircraft Company. В докладе Лау предлагалась трехмодульная космическая система, которая доставила бы двух человек на лунную поверхность и использовала метод, известный как «Рандеву на лунной орбите», чтобы вернуть их на Землю. В книге Гудвина отмечалось, что Эйб Сильверстайн, старший менеджер НАСА, получил отчет 12 января 1960 года и две недели спустя поручил команде передовых транспортных средств НАСА принять этот проект для космического корабля «Аполлон».